# Zlati glas Konga
Zlati glas Konga je bilo slovensko glasbeno tekmovanje, ki je potekalo pod okriljem grosupeljskega Hotela in casinoja Kongo.
Zmagovalci:
| Leto | Izvajalec    | Pesem              |
| ---- | ------------ | ------------------ |
| 2007 |              |                    |
| 2008 | Turbo Angels | Zamrznil je čas    |
| 2009 | Sanja Grohar | Poletna noč        |
| 2010 | Sara Kobold  | Od tod do večnosti |
| 2011 | Jacob Kapus  | Dej na glas        |

### 2007
Taya (zlati glas Konga po izboru občinstva) in Žana

### 2008
Finale 2. glasbenega tekmovanja Zlati glas Konga, znanega tudi kot Kongomania Stars, je potekal 28. junija 2008 v grosupeljskem hotelu in casinoju Kongo. Prireditev je povezoval Mark Žitnik. Nastopilo je 22 izvajalcev (moralo bi jih 28), ki so se prej ravno toliko tednov eden po eden predstavljali posebni žiriji in občinstvu v Kongu. Šestčlanska žirija (Maja Kovač, Adel Djutović, Sanja Grohar, Damjan Mušič, Nataša Prodan Mijani in Zmago Jelinčič Plemeniti) je za zmagovalca izbrala Turbo Angels in njihovo balado Zamrznil je čas (dobitniki nagrade zlati glas Konga). Zmagovalka po mnenju obiskovalcev Konga pa je bila Urša Čepin s skladbo Čista desetka. Za nagrado zlati glas Konga so se potegovali:
1. Tanja Žagar
2. Martin Perović
3. Foxy Teens
4. Maja Misson
5. Nino
6. Katja Klemenc
7. Frenk Nova
8. Sabina Mali
9. Jernej Dermota
10. Ela
11. Sexplosion – Astronavt
12. 4 Play (3. mesto)
13. Erik Ferfolja
14. Anna
15. Turbo Angels – Zamrznil je čas
16. Taya
17. Rok Kosmač
18. Eva Černe
19. Stereotipi
20. Monika Pučelj
21. Kristina
22. Urša Čepin – Čista desetka

### 2009
3. tekmovanje Zlati glas Konga je potekalo od 25. do 27. junija 2009 in obsegalo dva predizbora (20 + 20) ter finalni večer (21). Vse 3 večere je povezovala Pia Pustovrh. Za naziv zlati glas Konga 2009 se je potegovalo 40 izvajalcev, osvojila pa ga je Sanja Grohar s pesmijo Poletna noč (za katero je prejela 80 točk). Drugi so bili Casanova (Zadnji klic), tretja pa Petra Slapar (Zeitgeist). O zmagovalcu je odločala desetčlanska strokovna komisija (Maja Jamnik, Sanela Vukalič, Filip Kocijančič, Lavra Ceglar, Nace Junkar, Jerneja Zembrovsky, Oriana Girotto, Albert Koler, Nika Kljun in Mark Žitnik), ki je glasovala po evrovizijskem sistemu. V prvem polfinalnem večeru so nastopili:
1. Petra Slapar − Zeitgeist
2. Patricija Srnec – Fatalna
3. Mateja Gruden – 101 solza
4. Sexplosion – Šejk (v finalu niso dobili niti ene točke)
5. Casanova − Zadnji klic (38)
6. David Grom – Polna luna (34)
7. Black Cat − Nikoli (7. mesto v finalu)[12] (32)
8. Uporniki – Pusti mi dan (30)
9. Sara Kobold – Padam (26)
10. Žana − Ne sprašuj (24)
11. Urška Hočevar Čepin – Plave oči, plava kosa (24)
12. ? − Ti (2?)
13. Iris – Do neba (12)
14. Boštjan Dirnbek – Usoda vzela je ljubezen (10)
15. Ana Rotar – Čas je (8)
16. Taya – Dih tvoj iščem (4)
17. Dani & Zoran – Človeški stroj (4)
18. Aynee – Avto (2)
19. Sandra Auer – Bebo (2)
20. Jernej Dermota – Kaos (2)

V drugem polfinalu so nastopili:
1. 4play
2. Sanja Grohar – Poletna noč
3. Zvonko Zorjan − Casino
4. Kristina − Cela ulica nori
5. Foxy Teens
6. Mateja Malnar

Kot gostje so nastopili Manca Špik, Natalija Verboten, Damjan Murko in Tanja Žagar.

### 2010
4. Zlati glas Konga je potekal 20., 21. (predizbora) ter 22. maja 2010 (finale). Nastopilo je okrog 40 izvajalcev. Vse tri večere sta povezovala Sanja Grohar, zmagovalka leta 2009, in Mark Žitnik.
Iz prvega polfinala so se v finalni večer uvrstili:
| Izvajalec           | Pesem             | Mesto | Št. glasov |
| ------------------- | ----------------- | ----- | ---------- |
| Jacob (Jakob Kapus) | Dvojno (Raay)     | 1.    | 102        |
| Carice              | Dva goluba        | 2.    | 56         |
| Saša Zamernik       | Živim za zdaj     | 3.    | 50         |
| Black Cat           | Tepih za stopinje | 4.    | 48         |
| Sons                | Zasanjane oči     | 5.    | 32         |
| Gašper Rifelj       | Nekdo drug        | 6.    | 30         |
| Iris                | Kriva             | 7.    | 26         |
| Inside              | Povej             | 8.    | 20         |
| Saška Smodej        | Ključ srca        | 9.    | 16         |
| Ela                 | Kakor magnet      | 10.   | 16         |
| Viktorija Petek     | Vsak nasmeh       |       |            |

Damjanu Murku (Eden in edini) in duu ExTREM ni uspelo priti v finale.
Iz drugega polfinala so se v finalni večer uvrstili:
| Izvajalec        | Pesem                                 | Mesto | Št. glasov |
| ---------------- | ------------------------------------- | ----- | ---------- |
| Sara Kobold      | Od tod do večnosti (Martin Štibernik) | 1.    | 90         |
| Petra Slapar     | Zeitgeist                             | 2.    | 70         |
| Damir Kovačič    | Sam na dežju                          | 3.    | 56         |
| David Grom       | Veš, da mislim nate                   | 4.    | 42         |
| Hana (Hervatski) | Morje nas vabi                        | 5.    | 38         |
| Željka Brdar     | Jedna noč s tobom                     | 6.    | 34         |
| Patricija        | Gdje je ljubav tu si ti               | 7.    | 24         |
| Claudia          | Živi vsak svoj dan                    | 8.    | 22         |
| Katja M.         | Sol na koži                           | 9.    | 16         |
| YO-ZO            | Tele, krava                           | 10.   | 16         |
| Lucy J           | Ščit                                  | 11.   | 16         |

V finale se iz drugega polfinala niso uvrstili:
- Denis Poštrak – Ni več sreče v vasi tej
- Elvis Filipčič – Sledi
- Tomaž Ilešič – Jagode in čokolada[20]
- Tjaša Zhidan – Ne maram te več
- Martina Cvetkovič – Poput vulkana
- Boštjan Dirnbek – Od ljubomore
- Majda Arh – Glas srca
- Urška Hočevar Čepin – Paparazzi (14 glasov)[21]
- Petar Dragojevič – Bez tebe sam ništa

Kot gostje so nastopili Emilija Kokić in 4 Play.
V finalu je strokovna žirija zmago namenila Sari Kobold (zlati glas Konga 2010), drugi je bil Jacob. Nagrado občinstva pa je prejela Viktorija Petek (glas občinstva 2010).

### 2011
5. Zlati glas Konga je potekal 4. junija 2011 v grosupeljskem igralniškem kompleksu Kongo. Sodelovalo je 18 izvajalcev (med njimi je bil tudi Kristijan Mulec s Sanjam). Desetčlanska žirija (Martin Štibernik, Denis Avdić, Nace Junkar, Sanja Grohar, Nana Zeneli, Zmago Jelinčič in drugi) je z glasovanjem po evrovizijskem sistemu za zmagovalca izbrala Jacoba Kapusa in njegovo skladbo Dej na glas (zlati glas Konga), nagrado občinstva pa so prejeli Explosions za Ubila si del mene (zlati glas občinstva).